# 10. maj
10. maj je 130. dan leta (131. v prestopnih letih) v gregorijanskem koledarju. Ostaja še 235 dni.

## Dogodki
- 1497 – Amerigo Vespucci se odpravi na prvo pot v Novi svet
- 1526 – turški sultan Sulejman I. vkoraka v Budimpešto
- 1534 – Jacques Cartier odkrije Novo Fundlandijo
- 1871 – Frankfurtski mir, končana francosko-prusko vojno
- 1906 – prvič se sestane ruska duma
- 1918 – potopijo HMS Vindictive in tako zaprejo vhod v zaliv Ostend
- 1933 – nacisti v Berlinu zažgejo 20.000 »neprimernih« knjig
- 1940:
  - Tretji rajh napade Nizozemsko, Belgijo in Luksemburg (Fall Gelb)
  - Švica razglasi splošno vojaško mobilizacijo
  - Winston Churchill postane britanski predsednik vlade
- 1941:
  - Rudolf Hess naskrivaj odleti na pogajanja v Združeno kraljestvo
  - nemška okupacijska oblast ustanovi Steierische Heimatbund na Štajerskem
- 1945 – prva slovenska povojna vlada pride iz Ajdovščine v Ljubljano
- 1994 – Nelson Mandela postane prvi temnopolti predsednik Južne Afrike
- 2001 – Francija sprejme zakon, s katerim opredeljuje suženjstvo kot zločin proti človečnosti
- 2014 – Na Danskem poteka 59. izbor za Pesem Evrovizije 2014 na katerem slavi Avstrija.

## Rojstva
- 214 –  Klavdij II. Gotski, rimski cesar († 270)
- 1265 – cesar Fušimi, 92. japonski cesar († 1317)
- 1727 – Anne-Robert-Jacques Turgot, Baron de Laune, francoski ekonomist in državnik († 1781)
- 1755 – Antoine Charles Louis Lasalle, francoski general († 1809)
- 1770 – Louis-Nicolas Davout, francoski maršal († 1823)
- 1788 – Augustin-Jean Fresnel, francoski fizik, izumitelj († 1827)
- 1830 – François-Marie Raoult, francoski fizik in kemik († 1901)
- 1872 – Marcel Mauss, francoski sociolog, antropolog († 1950)
- 1876 – Ivan Cankar, slovenski pisatelj, pesnik, dramatik († 1918)
- 1878 – Gustav Stresemann, nemški državnik, nobelovec 1926 († 1929)
- 1886 – Karl Barth, švicarski teolog († 1968)
- 1890 – Alfred Jodl, nemški general († 1946)
- 1891 – Anton Dostler, nemški general († 1945)
- 1899 – Frederick Austerlitz - Fred Astaire, ameriški pevec, plesalec, filmski igralec († 1987)
- 1907 – Frederick Spencer Chapman, britanski pisatelj in oficir († 1971)
- 1910:
  - Bernard Voorhoof, belgijski nogometaš († 1974)
  - Eric Berne, ameriški psihiater († 1970)
- 1920 – Josef Svoboda, češki scenograf († 2002)
- 1930 – George Elwood Smith, ameriški fizik, nobelovec 2009
- 1949 – Tapio Räisänen, finski smučarski skakalec
- 1955 – Mark David Chapman, atentator Johna Lennona
- 1957 – John Simon Ritchie - Sid Vicious, angleški punk glasbenik († 1979)
- 1960:
  - Merlene Ottey, jamajško-slovenska atletinja
  - Paul David Hewson - Bono Vox, irski pevec
- 1966 – Jonathan Edwards, angleški atlet
- 1972 – Katja Seizinger, nemška alpska smučarka
- 1977:
  - Henri Camara, senegalski nogometaš
  - Nick Heidfeld, nemški avtomobilistični dirkač
- 1986 – Emilio Izaguirre, honduraški nogometaš
- 1987 – Anej Lovrečič, slovenski nogometaš
- 1994 – Yuki Ito, japonska smučarska skakalka
- 2020 – Princ Charles Luksemburški, luksemburški princ

## Smrti
- 969 – Nikefor II. Fokas, cesar Bizantinskega cesarstva (*  okoli 912)
- 1290 – Rudolf II., vojvoda Avstrije in Štajerske (* 1270)
- 1403 – Katherine Swynford, angleška plemkinja, vojvodinja Lancaster (* 1350)
- 1424 – cesar Go-Kamejama, 99. japonski cesar (* 1347)
- 1774 – Ludvik XV. Francoski, francoski kralj (* 1710)
- 1829 – Thomas Young, angleški fizik (* 1773)
- 1850 – Joseph Louis Gay-Lussac, francoski fizik, kemik (* 1778)
- 1863 – Thomas Jonathan Jackson, ameriški general (* 1824)
- 1904 – John Rowlands - Henry Morton Stanley, valižanski raziskovalec Afrike (* 1841)
- 1910 – Stanislao Cannizzaro, italijanski kemik (* 1826)
- 1920 – John Wesley Hyatt, ameriški izumitelj (* 1837)
- 1952 – Louis Wirth, ameriški sociolog (* 1897)
- 1977 – Lucille Fay LeSueur - Joan Crawford, ameriška filmska igralka (* 1904)
- 1979 – Ida Kravanja - Ita Rina, slovenska filmska igralka (* 1907)
- 1990 – Walker Percy, ameriški pisatelj (* 1916)
- 1996 – Jože Babič (režiser), slovenski igralec, režiser, publicist, gledališki organizator (* 1917)

## Prazniki in obredi
- dan spomina na žrtve suženjstva (Francija)